# Lösungspolymerisation
Als Lösungspolymerisation (englisch solution polymerization) oder Polyreaktion in Lösung wird die Polyreaktion eines Monomers unter Zusatz eines Lösungsmittels (Wasser oder organisches Lösungsmittel) und gegebenenfalls eines Initiators verstanden. Das dabei gebildete Polymer sowie der Initiator sind ebenfalls im verwendeten Lösungsmittel löslich. In diesem Zuge wird gelegentlich auch von einer homogenen Lösungspolyreaktion gesprochen. Derartige Polyreaktionen können mit radikalischen und ionischen Initiatoren sowie mit Übergangsmetallkatalysatoren ausgelöst werden. Normalerweise wird ein unter den Reaktionsbedingungen inertes Lösungsmittel verwendet. Dadurch werden Abbruch- und Übertragungsreaktionen und somit die Polymerisationsgeschwindigkeit sowie der Polymerisationsgrad nicht beeinflusst. Andersherum kann aber durch eine geeignete Wahl der Lösungsmittelart und -konzentration eine Überträgerwirkung gezielt herbeigeführt werden.
Durch Zusatz eines Lösungsmittels bei der Polyreaktion verschiedener Monomere ergeben sich zahlreiche Vorteile. Zum einen wird die Viskosität des Reaktionsmediums, verglichen mit der Substanzpolymerisation (Massepolymerisation), stark herabgesetzt. Dadurch wird sowohl der Wärmeübergang als auch der Stofftransport erhöht und die Handhabbarkeit verbessert. Zum anderen ist es bei radikalischen Polymerisationen möglich, durch die Wahl eines geeigneten Lösungsmittels den unerwünschten Trommsdorff-Effekt teilweise oder ganz zurückzudrängen. Dadurch wird eine Verminderung des Kettenabbruchs durch zu hohe Viskositäten verhindert und in den meisten Fällen kann ein vollständiger Umsatz des Monomers angestrebt werden. Daraus ergibt sich auch, dass die bei der Polyreaktion freiwerdende Reaktionswärme effizient und einfach abgeführt werden kann. Unter Verwendung von Lösungsmitteln mit hohen Übertragungskonstanten werden gezielt Endgruppen eingeführt und so der Polymerisationsgrad erniedrigt. Dieser Vorteil kann dazu ausgenutzt werden, um die chemischen und thermische Stabilität der Polymere zu beeinflussen. Bei ionischen Polymerisationen hat das verwendete Lösungsmittel einen noch größeren Einfluss. Neben den Übertragungskonstanten können so auch Reaktionen mit dem Initiator oder Solvatationen stattfinden. Bei der Polymerisation von Dienen hat das verwendete Lösungsmittel einen starken Einfluss auf die sterische Anordnung der Monomere (z. B. cis-1,4-Polybutadien). Die Auswahl und Konzentration des Lösungsmittels für Polyreaktionen in Lösung muss also sehr sorgfältig auf den speziellen Fall abgestimmt werden.
Nachteile von Lösungspolymerisationen ergeben sich vor allem durch die Tatsache, dass für viele Anwendungsgebiete das gebildete Polymer nicht als Lösung benötigt wird. Ausnahmen bilden hierbei Anwendungen, bei denen das Polymer gleich in Lösung verbleiben kann. Beispiele hierfür sind Lacke, Klebstoffe, Imprägniermittel und Polyacrylnitril. Bei allen anderen Anwendungen muss das Lösungsmittel, häufig sehr kostenaufwendig und energieintensiv, abgetrennt werden.
Als geeignete Reaktoren für die Polyreaktion in Lösung dienen diskontinuierlich oder kontinuierlich betriebene Rührkessel sowie Rührkesselkaskaden. Die Abfuhr der Reaktionswärme erfolgt durch Innenkühlung, Siedekühlung unter gleichzeitigem Verdampfen des Lösungsmittels oder mittels Umwälzpumpen.
Beispiele für Lösungspolymerisationen sind die Herstellung von Polyacrylsäure, Polyacrylsäureester, Vinylchlorid-Vinylacetatcopolymer mit radikalischen Initiatoren, Polydiene mit anionischen Initiatoren und Polyethylen unter Mitteldruck mit Übergangsmetallkatalysatoren.